# Kroatiska sjöfartsmuseet i Split
Kroatiska sjöfartsmuseet i Split (kroatiska: Hrvatski pomorski muzej u Splitu, akronym HPMS) är ett sjöfartsmuseum i Split i Kroatien. Det etablerades år 1997 och är inrymt i Gripeborgen några kilometer öster om Diocletianus palats och Splits historiska stadskärna. 
I museet presenteras och visas marinarkeologiska fynd och artefakter från förhistorisk till modern tid och som tillhör den östra adriatiska kustens sjöfartskultur. Samlingarna härrör från det ej längre existerande Splits sjöhistoriska museum (grundat år 1925) och Militära sjöfartsmuseet (grundat år 1962) och innehåller bland annat navigationsverktyg, fartygsmodeller och flaggor. På borgens borggård står en gajeta, en traditionell dalmatisk fiskebåt. Den tillverkades år 1857 och är en av de äldsta bevarade i sitt slag i Kroatien. 